# Route 295 (Québec)
Pour les articles homonymes, voir Route 295.
La route 295 (R-295) est une route régionale québécoise d'orientation nord / sud située sur la rive sud du fleuve Saint-Laurent. Elle dessert la région administrative du Bas-Saint-Laurent.

## Tracé
La route 295 débute à Dégelis, où elle se relie à l'A-85. Après avoir traversé la ville, elle longe la pointe sud du Lac Témiscouata puis s'enfonce dans les terres, en suivant un tracé plutôt sinueux. Après avoir traversé plusieurs petits villages, elle aboutit à Saint-Jean-de-Dieu à l'angle de la route 293. Elle est la route d'accès du Parc national du Lac-Témiscouata.

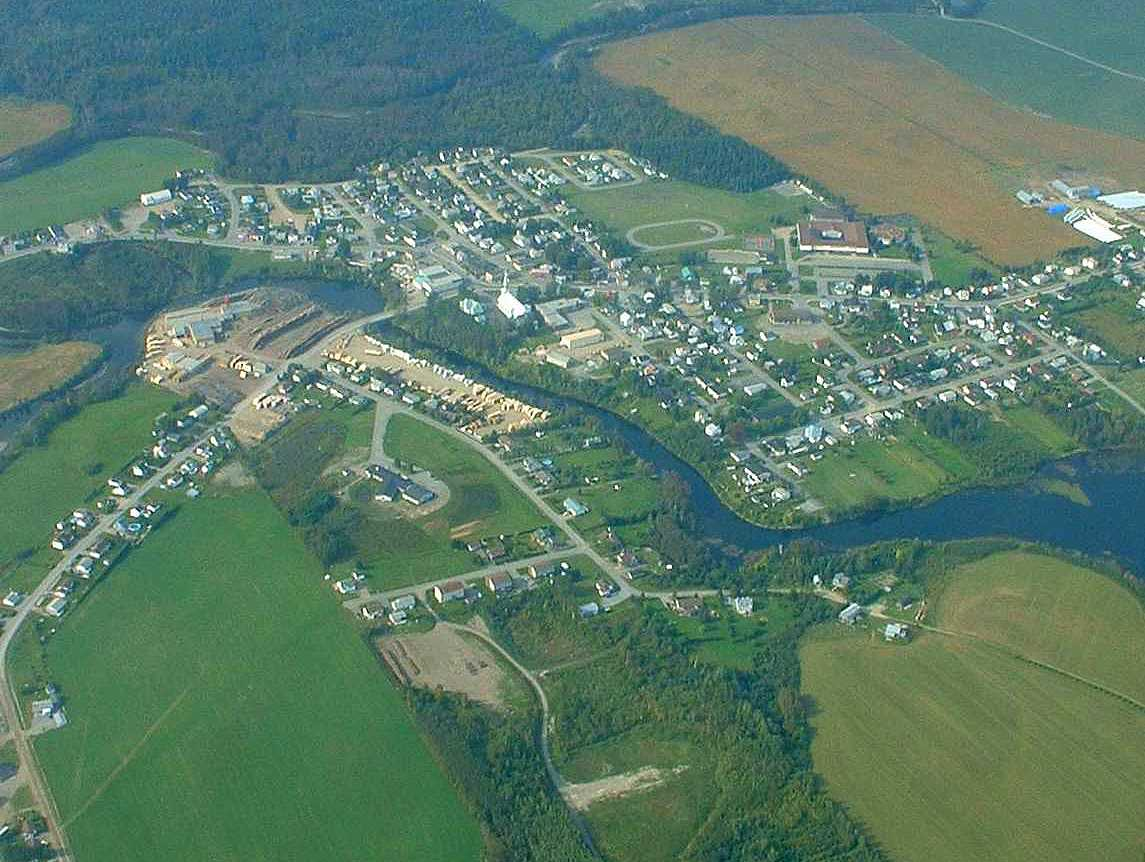
La route 295 traverse le village de Saint-Michel-du-Squatec.
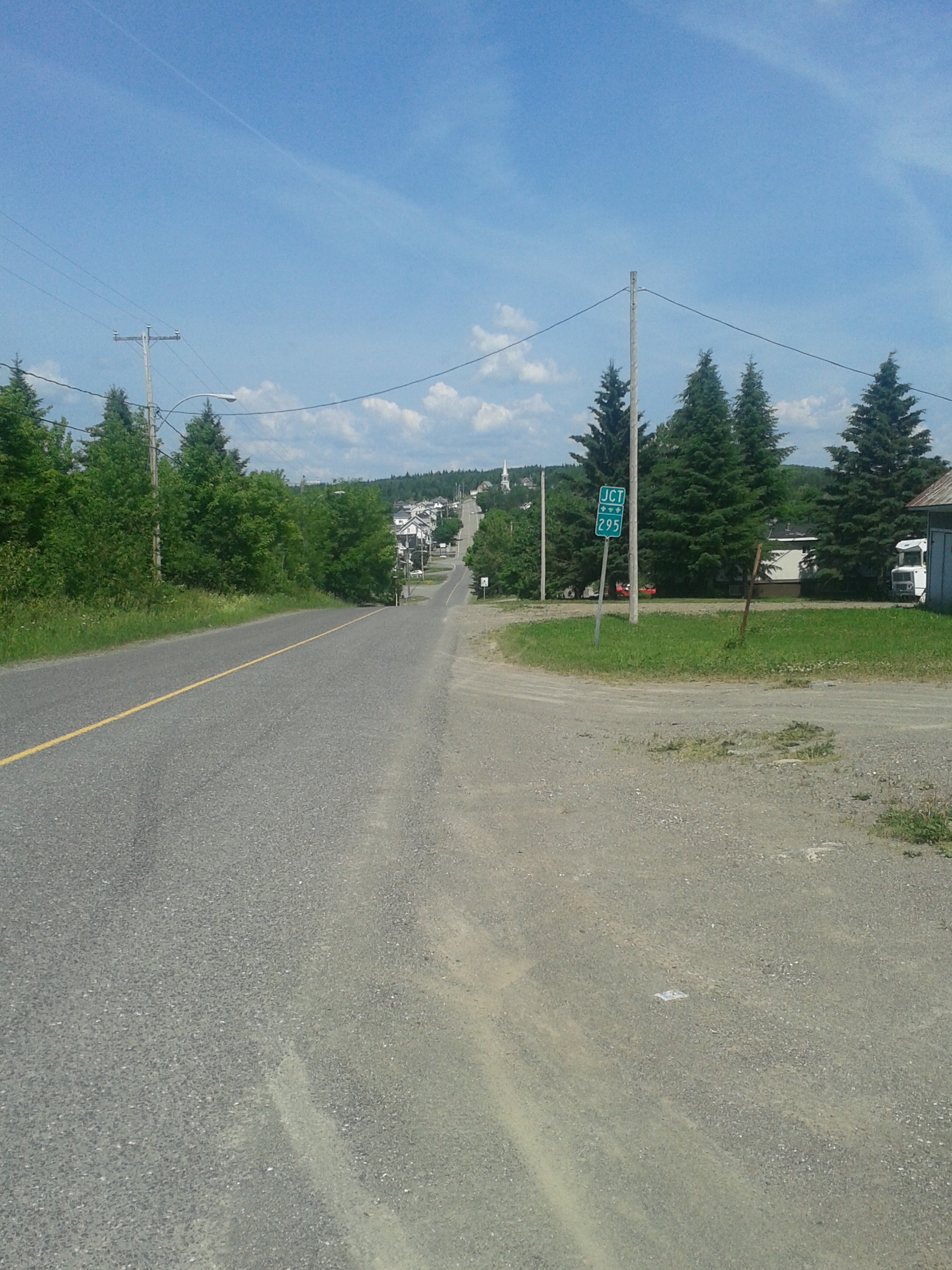
Panneau annonçant une jonction avec la route 295 à Sainte-Rita.

## Localités traversées (du sud au nord)
Liste des municipalités dont le territoire est traversé par la route 295, regroupées par municipalité régionale de comté.

### Bas-Saint-Laurent
Témiscouata
- Dégelis
- Saint-Juste-du-Lac
- Auclair
- Lejeune
- Saint-Michel-du-Squatec

Les Basques
- Sainte-Rita
- Saint-Jean-de-Dieu

## Intersections majeures
| MRC                     | Municipalité            | km    | Destinations                              | Notes                                    |
| ----------------------- | ----------------------- | ----- | ----------------------------------------- | ---------------------------------------- |
| Témiscouata             | Dégelis                 | 0,00  | A-85 – Rivière-du-Loup, Nouveau-Brunswick | Sortie 14 de l'A-85                      |
| Témiscouata             | Saint-Michel-du-Squatec | 51,60 | R-296 nord – Biencourt                    | Terminus sud de la R-296                 |
| Témiscouata             | Saint-Michel-du-Squatec | 58,00 | R-232 est – Rimouski, Lac-des-Aigles      | Terminus sud du multiplex avec la R-232  |
| Témiscouata             | Saint-Michel-du-Squatec | 59,00 | R-232 ouest – Témiscouata-sur-le-Lac      | Terminus nord du multiplex avec la R-232 |
| Les Basques             | Saint-Jean-de-Dieu      | 87,90 | R-293 – Saint-Cyprien, Trois-Pistoles     |                                          |
| - Terminus de multiplex |                         |       |                                           |                                          |